# Evisu

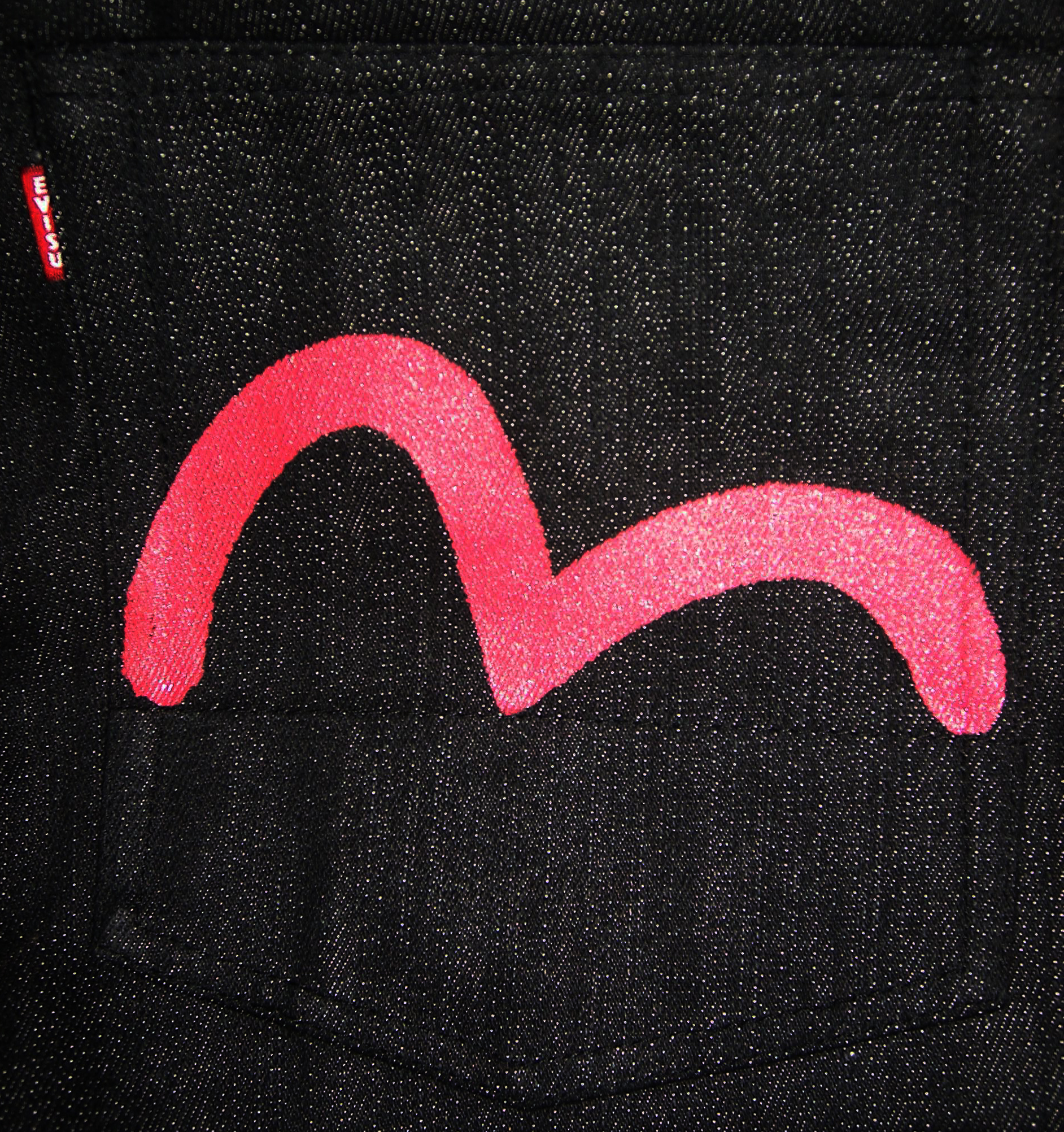
Den stiliserade måsen, här i rött, på en bakficka av ett par Evisujeans

Evisu är ett japanskt klädesmärke, med fokus på jeans, T-tröjor men även på kostymskrädderi, som skapades av den japanske designern Hidehiko Yamane (född 9 oktober 1940).

## Historik
År 1987 arbetade modedesignern och skräddarlärlingen Hidehiko Yamane för Levi's i en importaffär i Osaka, Japan. En dag reagerade han på att den råa och trubbiga känsla som han förknippade med Levi's gamla arbetarjeans började försvinna. Detta blev fröet till Yamanes vision om ett eget jeansmärke.
För att kunna skapa sina första jeans genomförde Yamane inledningsvis en undersökning på sin arbetsplats. Efter många samtal med sina arbetskamrater fick han sin initialkänsla bekräftad: utseendet var viktigast. 
När ett par Levi's-jeans vänds ut och in syns det att tyget inte har någon stadkant vid yttersömmarna. Där är tygkanten klippt och därefter sydd. Eftersom denimtyg är förhållandevis billigt, kostar det inte så mycket att klippa till ett något bredare tygstycke än vad som behövs och därefter sy egna stadkanter. Den andra metoden med smalare tyg och färdigvävda stadkantssömmar gör att kostnaden för att tillverka ett par jeans blir betydligt högre. 

## Nygamla metoder
Denimtyg vävs vanligen med datorstyrda vävstolar. Yamane ville emellertid ha tyget till sina kläder vävda i manuella vävstolar. Detta skulle ge tyget den råhet som han eftersträvade i sina jeans. En vanlig missuppfattning är att Yamane köpte gamla vävstolar av Levi’s, vilket inte stämmer eftersom Levi’s aldrig har vävt sitt eget tyg. De har istället köpt det från Cone Mills och till en början även Amoskeag Mills. Yamane köpte istället sitt tyg från den japanska tillverkaren Kaihara. Han genomförde egna undersökningar angående struktur på och färgning av sitt denimtyg, för att få reda på hur strukturen på tyg vävt på gammaldags vis var beskaffad. 
Passformen på sina jeans hämtade han ifrån den klassiska arbetarbyxan som Levi Strauss gjorde på 1920-talet. Dessa hade tillverkats för att tåla hårt kroppsarbete i gruvor och liknande. Denna typ av jeans var sydd med mycket utrymme över låren och med en smalare passform runt ankeln; detta för att man skulle kunna röra sig obehindrat och för att jeansen skulle sitta bra runt kängorna och inte fastna i något. 
Yamane kontrakterade ett par knapptillverkare som hade accepterat att tillverka små upplagor av knappar, och även några få väverier som gick med på att använda sig av hans gamla vävstolar. Vad som nu återstod för Yamane var bara att börja tillverka själva jeansen. Vävstolarna kan bara producera tyg till fjorton par jeans per dag, och alla jeans är handsydda. Detta gör att priset är högt; de billigaste kostar omkring  1700 SEK per par.
I början hette märket Evis, men Levi's stämde Yamane, för att hans varumärke hade för stor namnlikhet med deras eget. Yamane vann målet mot Levi's, ty domstolen ansåg att det knappast skulle föreligga någon risk att köpare förväxlade de två tillverkarnas jeans. Yamane valde emellertid diplomatiskt att utanför Japan saluföra sina jeans under namnet Evisu (slut-u:et är även vanligt i japanska ord importerade från europeiska språk).

## Egen företagare
Det egna företaget artade sig bra. År 1994 kunde Yamane starta sin första egna affär i Okayama, en stad känd för sin denimtillverkning i Japan. Fem år senare började han lansera kollektioner av dammodeller under namnet Evisu Donna; det var fyra olika modeller. Han valde först att inte göra fler modeller än dessa fyra. Trots denna sin föresats gör han hela tiden ändringar på dessa varje år.
På Yamanes första jeans fanns ingen skinnlapp baktill – detta som snart sagt är ett oeftergivligt signum för just jeans. Han ville göra något helt annorlunda, så han började måla på bakfickorna på sina byxor. Han hade fått inspirationen att måla på jeansens bakficka, av andra världskrigets krigsrestriktioner. När sytråd var en bristvara, målade man på bakfickan istället för att efterlikna sydda sömmar. Motivet som Yamane fastnade för som sitt kännetecken var en kraftigt stiliserad mås.
Yamane har en butik i London, närmare bestämt på den berömda skräddargatan Savile Row, och fler butiker kommer att etableras i Europa. Han har över 25 butiker i Japan, och fler än 400 butiker runt om i världen säljer hans jeans.   
Inför tusenårsskiftet lät Yamane sy upp hundra par jeans med sin logo sömmad med guldtråd och med knappar i 22 karats guld. Varje par låg i en låda av trä, personligen signerad av Yamane, och kostade 1200 pund (£). Flertalet av dessa såldes i Europa och anses idag vara mera samlarobjekt än klädesplagg.

## Namn
Evisu,  Ebisu, Evis, Yebisu eller Hikuro eller Kotoshiro-nushi-no-kami är den japanska guden för lycka och framgång, för arbetare och för barns hälsa. Han är en av de sju lyckogudarna. Evisu brukar ofta framställas som en jovialiskt leende man med ett fiskespö.  Yamane valde namnet Evisu för att hans favoritsaker är fiske, pengar, öl, kvinnor och golf.